# Благовіщенська грецька церква (Ростов-на-Дону)
Благовіщенська грецька церква (рос. Благовещенская греческая церковь) — грецький православний храм, збудований 1909 року в Ростові-на-Дону. За радянських часів храм було знесено та на його фундаменті побудовано Театр ляльок. Нову грецьку Благовіщенську церкву зведено в 2014 році.

## Історія
Грецьку Благовіщенську церкву було побудовано в Ростові-на-Дону на початку XX століття. Храм стояв у Ткачевському провулку (нині Університетський) на перетині з Мало-Садовою вулицею (нині вулиця Суворова) на території, що належала «Еллінському благодійному товариству». Кошти на будівництво храму жертвували місцеві греки. Найбільшу пожертву зробив власник тютюнової фабрики Ахіллес Асланіді. Храм було закладено в 1907 році, а в 1909 році будівництво було завершено.
Автором проекту храму був архітектор Злобін. Будівництво здійснювалось під керівництвом міського архітектора Васильєва. Внутрішні розписи храму виконав художник Черепахін. Храм був побудований у стилі неокласицизму. Його розміри становили 19×10 сажнів (40,5×21 м). Над головним входом з чотириколонним портиком височіла двадцятиметрова двоярусна дзвіниця. При храмі діяла бібліотека з книжками грецькою мовою. У 1913-1914 роках настоятелем храму був священик Парісіс Сава.
У 1930-х роках храм було закрито, його використовували як дитячу технічну станцію. За часів німецької окупації Ростову храм було знову відкрито. 6 листопада 1942 року біля Благовіщенської церкви проходив парад-огляд румунських військ, присвячений дню народження румунського короля Міхая I. На заході були присутні німецькі офіцери. Парад було завершено урочистим богослужінням у Благовіщенській церкві.
У 1959 році храм закрили остаточно. Будівлю передали сусідній школі № 7. В колишній церкві розташувався спортзал та навчально-виробничі майстерні. На момент ліквідації храм був одним з найбільших у місті, у будні на службу приходило по 30 осіб. Ще раніше церкву обнесли триметровим парканом, але цей захід не призвів до скорочення числа парафіян. У 1964 році храм було знесено, а на його фундаменті побудували Театр ляльок (провулок Університетський, 46). При цьому було частково збережено старі церковні стіни.

## Новий храм
Після Перебудови в Ростові почали обговорювати питання про можливе відновлення Благовіщенської церкви і перенесення Театру ляльок в інше місце. Однак ця ідея не знайшла великої підтримки, тоді було вирішено звести неподалік новий храм.